# Yayoiperiode

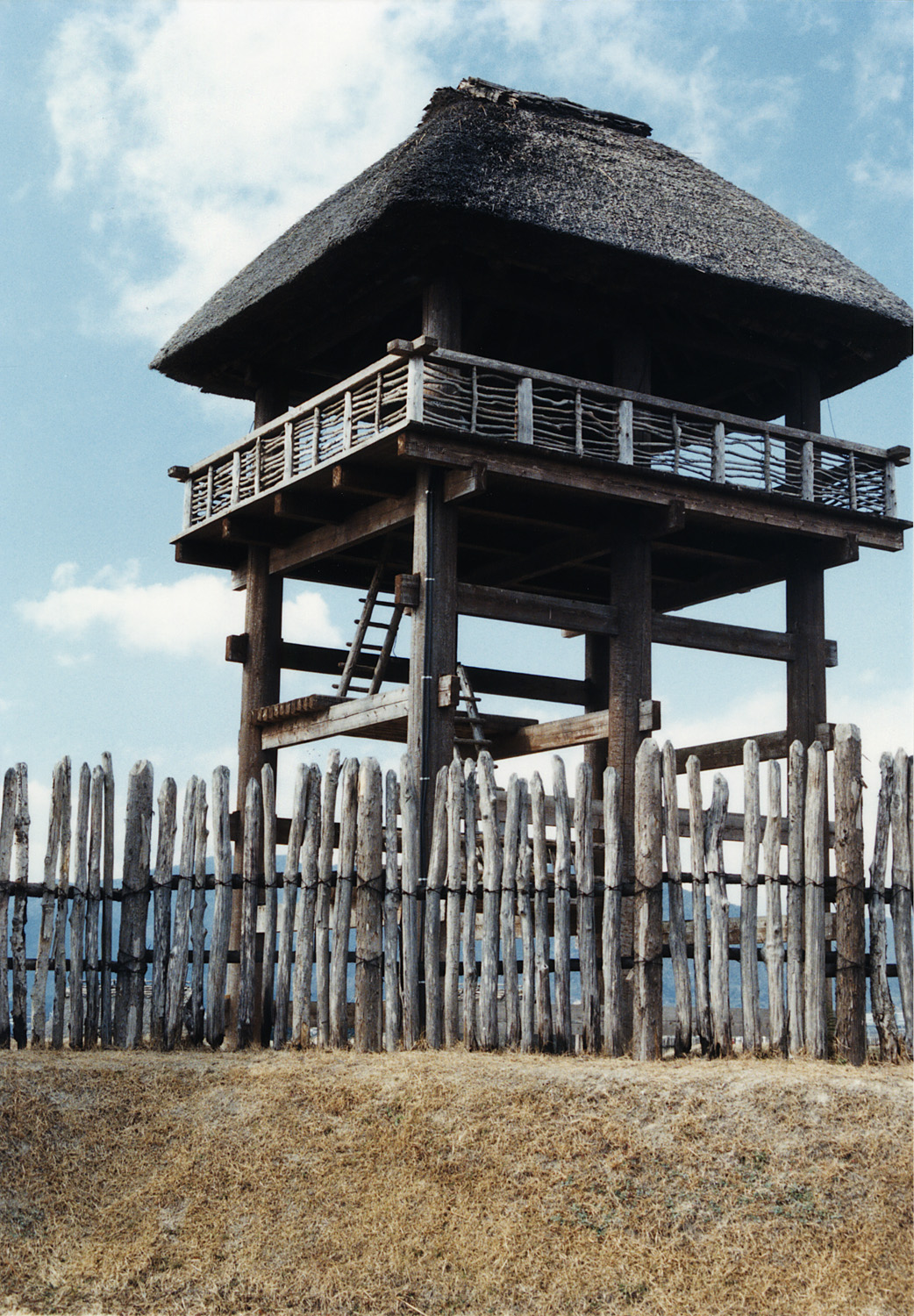
Gereconstrueerde woning uit de Yayoi-periode, Yoshinogari, Japan

De Yayoi-cultuur (Japans: 弥生時代, Yayoi jidai) is de naam voor een Japanse cultuur uit de periode tussen ca. 300 v.Chr. en 250 n.Chr., met een voorafgaande pre-Yajoiperiode die 6000 of mogelijk al 10.000 v.Chr. begon. Ze volgde op de Jomonperiode. 
De cultuur is genoemd naar een sector van Tokio waar uitgebreide opgravingen zijn gedaan. De oudste vondsten komen uit het zuidwesten van Japan, vandaaruit breidde het zich uit, en Kanto (de vlakte rond Tokio) werd in de 3e eeuw bereikt. In Noord-Honshu en Hokkaido hield een Epi-Jomoncultuur  een invasie, maar hoe de relatie tussen de nieuwkomers en de bestaande bevolking  precies was, is niet bekend. Genetisch onderzoek lijkt echter de hypothese te steunen dat de huidige Japanse bevolking vooral van de Yayoi afstamt, met uitzondering van de Aino die nog rond 50% Jomon-afstamming bezitten.
Onder de vernieuwingen die door de nieuwkomers naar Japan werden gebracht behoren metalen gereedschappen, Chinese en Koreaanse munten, het pottenbakkerswiel, de weefkunst en de natte rijstbouw. Bronzen voorwerpen werden aanvankelijk geïmporteerd, maar later ook lokaal gemaakt. Het werd voornamelijk voor rituele voorwerpen gebruikt: spiegels, bellen en wapens die te dun waren voor daadwerkelijk gebruik. IJzer werd gebruikt voor wapens en landbouwvoorwerpen.
Rond 250 ontstaat een nieuwe cultuur, die naar de bekende grafheuvels de Kofun-cultuur wordt genoemd. Ook kan dit gelden als het beginpunt voor de geschreven geschiedenis van Japan, zie hiervoor Yamato.

## De Keizer
Traditionele Japanse legendes stellen dat Japan in de 7e eeuw v.Chr. opgericht is door de voorouderlijke keizer Jimmu. Na keizer Jimmu regeerden verschillende mythische keizers die door de Japanners weliswaar worden erkend als historische figuren, maar van wie nooit is aangetoond dat zij werkelijk hebben bestaan. In sommige bronnen worden ook wel datums genoemd, maar die zijn historisch niet betrouwbaar. Sommige van deze keizers zouden ook zeer lang hebben geregeerd (60 tot 100 jaar), wat niet erg aannemelijk is.
Het huidige keizerlijk huis van Japan baseert het recht op de troon op zijn afstamming van Jimmu.